# 提姆·湯默森
喬瑟夫·提摩西·湯默森（英語：Joseph Timothy Thomerson，1946年4月8日—），美國男演員和喜劇演員。主要在眾多低成本電影中演出，知名於《入侵異次元》（1984年）及其續集中的傑克·戴斯，以及他在脫口秀節目的喜劇電視角色。

## 早期生活
提姆·湯默森出生於加利福尼亚州科罗纳多，在夏威夷和聖地牙哥長大。服役美國國民警衛隊後，他與演員布瑞恩·詹姆斯在一間坦克公司擔任廚師。決定成為演員的湯默森在聖地牙哥著名的舊環球劇院擔任佈景師和道具師。湯默森與同樣踏入演藝圈的詹姆斯建立起終身友誼，曾數次在銀幕上合作。
大學畢業後，湯默森開始了脫口秀喜劇演員的職業生涯，並在多間喜劇俱樂部磨練自己的技能。

## 個人生活
湯默森的妻子泰瑞·布萊斯（Teri Blythe）曾在好萊塢擔任過场记、化妝師、製片人和選角導演等廣泛工作。

## 外部連結
- 提姆·湯默森在互联网电影资料库（IMDb）上的資料（英文）
- 在AllMovie上提姆·湯默森的頁面（英文）
- 提姆·湯默森在nio電視網上的簡介 （页面存档备份，存于）